# Rütger von der Horst

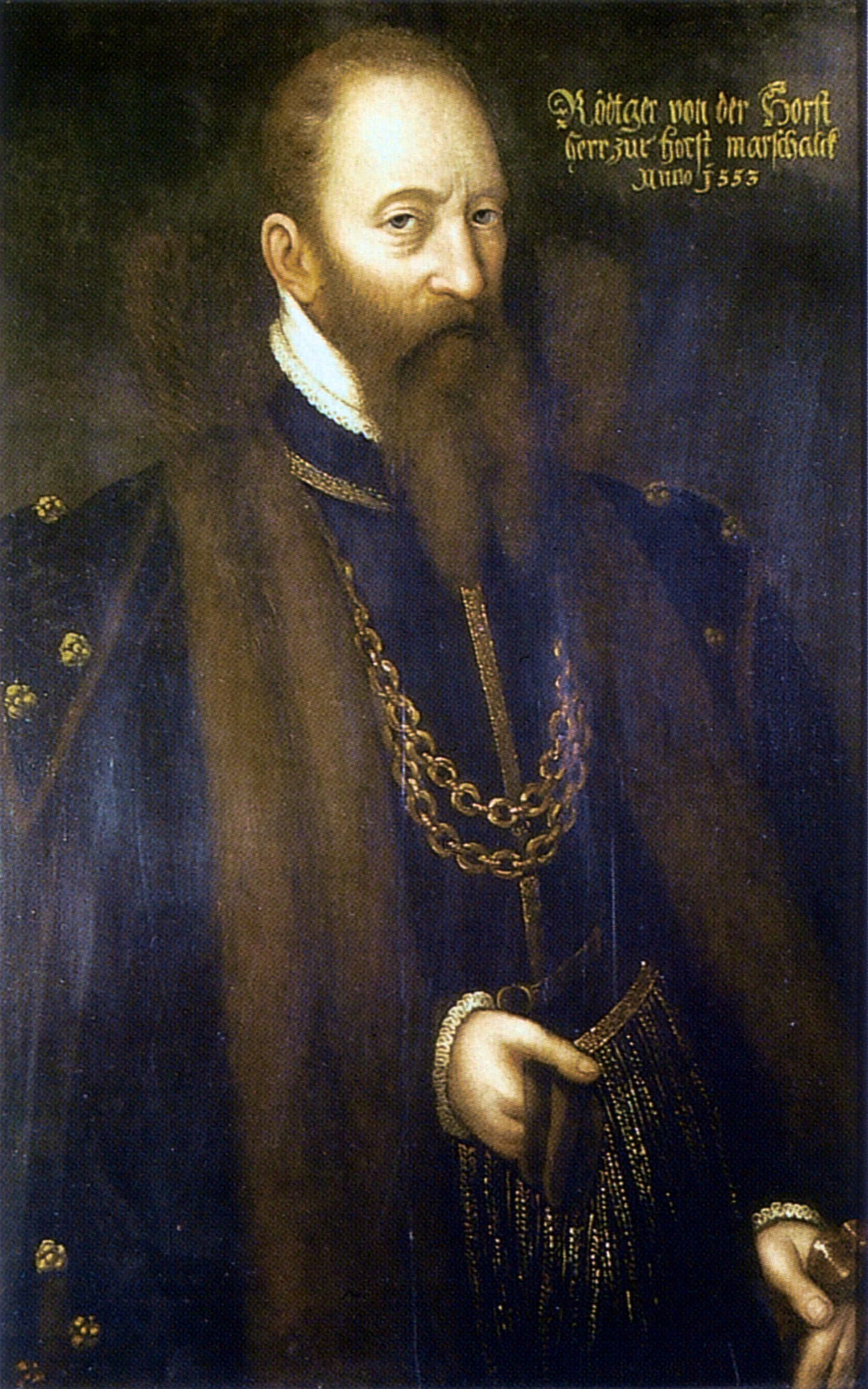
Porträt Rütger von der Horsts von einem unbekannten Künstler, um 1553

Rütger von der Horst (* 1519; † 10. März 1582 vielleicht auf Schloss Neuhaus bei Paderborn), auch Rutger von der Horst geschrieben, war ein niederrheinischer Adliger aus dem Ministerialgeschlecht von der Horst. Ab 1560 bekleidete er das Amt des kurkölnischen Marschalls und erhielt am 15. April 1576 zudem die Statthalterwürde für das Vest Recklinghausen zugesprochen. Rütger war als Berater und in verschiedenen diplomatischen Missionen für insgesamt fünf Kölner Kurfürsten tätig. Das von ihm errichtete Schloss Horst im heutigen Gelsenkirchen gilt als das bedeutendste Renaissanceschloss des nordwestdeutschen Raums. Durch den von ihm für das Schloss gewählten Stil prägte der Bauherr jenen Baustil, der heute als Lipperenaissance bezeichnet wird.

## Leben
Rütger von der Horst kam als ältestes Kind Johann von der Horsts († 1532) und dessen erster Frau Margarethe von Haus († 1521/1522) vermutlich in der zweiten Hälfte des Jahres 1519 zur Welt. Da es keine schriftlichen Belege über seine Geburt aus jener Zeit gibt, kann sein Geburtsdatum lediglich aus der Heiratsurkunde seiner Eltern geschlossen werden, die vom 2. September 1518 stammt. Im Alter von nur zwei Jahren verlor er Ende 1521 oder Anfang 1522 seine Mutter. Der Tod seines Vaters im Jahr 1532 machte ihn mit 13 Jahren zur Vollwaisen. Die Vormundschaft über ihn und seine drei jüngeren Geschwister Heinrich (1520–ca. 1589), Dietrich (1521–1589) und Anna (ca. 1520–1586) übernahm ein Vetter zweiten Grades seiner Mutter, Wilhelm von Haus. Er schickte Rütger und seinen Bruder Heinrich 1535/1536 als Schüler an das traditionsreiche und streng katholische Stiftsgymnasium in Emmerich am Niederrhein, das durch den Humanisten Matthias Bredenbach geleitet wurde. Durch erhaltene Lehrpläne aus den 1620er und 1630er Jahren ist bekannt, worin die Ausbildung Rütgers bestand: Neben den Werken griechischer Dichter und Schriftsteller wie Homer, Aesop und Plutarch standen auch römische Autoren wie Cicero, Vergil und Terenz auf dem Programm. Die Schüler wurden zudem in Griechisch, Latein und Theologie, aber auch in Ethik, Altertumskunde, Astronomie sowie Mathematik und Musik unterrichtet. 19-jährig verließ Rütger 1539 die Schule, um seine umfassende Ausbildung von Anfang Mai des gleichen Jahres bis Anfang April 1541 auf einer Kavalierstour in Frankreich, insbesondere Paris, abzurunden.
Im Geldrischen Erbfolgekrieg kämpfte Rütger von der Horst 1543 auf der Seite seines Lehnsherrn, des Herzogs Wilhelm von Jülich-Kleve-Berg. Obwohl auf der anti-kaiserlichen und damit schlussendlich unterlegenen Seite kämpfend, gelang es ihm, sich die Gunst Kaiser Karls V. nach Ende des Krieges zu sichern. Wenige Wochen nach dem Schmalkaldischen Krieg, bei dem Rütgers Bruder Heinrich auf der Seite des Verlierers, des Schmalkaldischen Bundes gestanden hatte, teilten die drei Horster Brüder den Familienbesitz am 21. Mai 1547 unter sich auf. Rütger erhielt dabei unter anderem die Herrschaft Horst samt der elterlichen Stammburg, „dat Hueß zor Horst“. Vermutlich sollte die Teilung verhindern, dass sich eine mögliche kaiserliche Strafe gegen Heinrich auf alle Besitzungen der von der Horst erstrecken konnte.

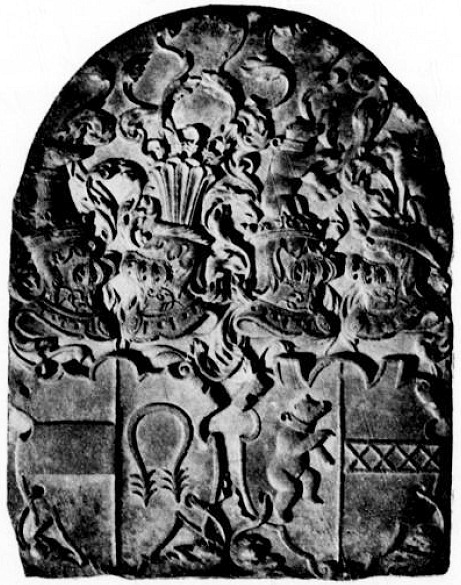
Allianzwappen Rütger von der Horsts und Anna von Palandts

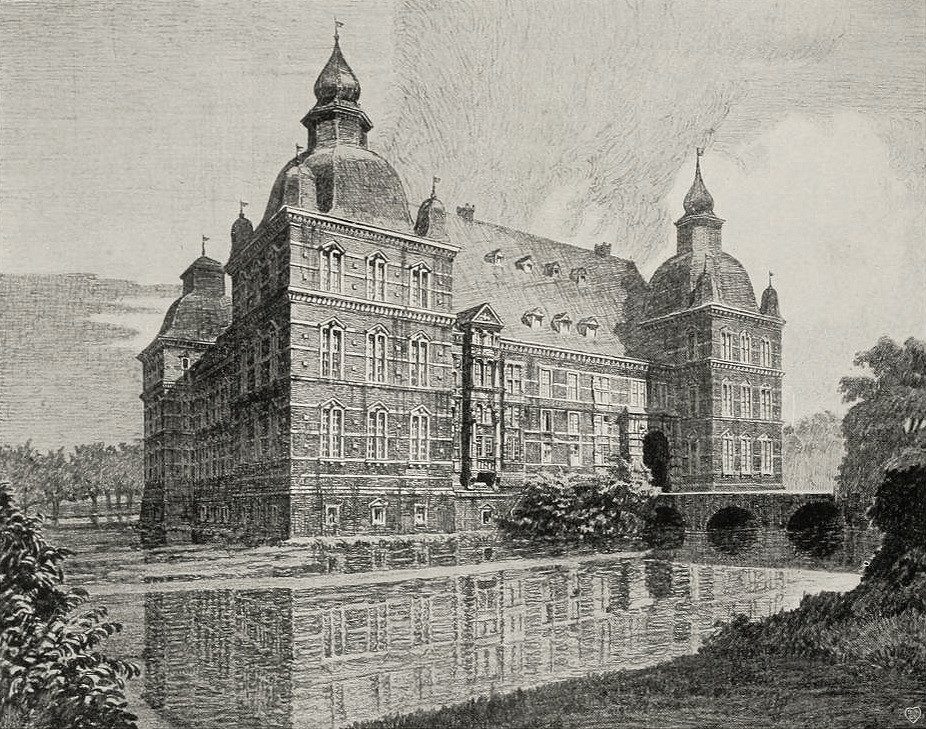
Schloss Horst (Rekonstruktion zur Zeit der Renaissance)

Zwischen 1547 und 1549 heiratete Rütger die Witwe Anna von Palandt, die fünf Kinder aus ihrer ersten Ehe mitbrachte. Vermutlich unter ihrem Einfluss entschloss er sich zum Neubau der heruntergekommenen Burg im Emscherbruch (heute: Schloss Horst), die er im Jahr 1549 als wüst und von üblem Aussehen („gans woste und ungestalt“) beschrieb. Eine erste Anschubfinanzierung für das kostspielige Bauprojekt bestand aus dem Erbe seiner im Oktober 1554 verstorbenen Schwiegermutter, Elisabeth von Palandt. Die Kosten der aufwändigen und kostbaren Innenausstattung seines Schlosses bestritt Rütger ab 1571 aus den Einnahmen seiner äußerst gewinnbringenden Beteiligung an einer westfriesischen Salz- und Torfkompanie.
Aus der Ehe mit Anna von Palandt gingen zwei Kinder hervor:
- Johann († Sommer 1570)
- Margarethe (* zwischen 1552 und 1554; † 1625), ⚭ 15. März 1575 Bertram von Loë (* 1542; † 1611)

Vermutlich durch Vermittlung seines einflussreichen Onkels zweiten Grades, Degenhardt von Haes, wurde Rütger von der Horst im Oktober 1559 zum Nachfolger Adolf von Quadts als Amtmann von Rheinberg bestellt. Damit begann seine erfolgreiche Karriere in kurkölnischen Diensten, die zu Beginn eng mit der Person des Kölner Erzbischofs Johann Gebhard von Mansfeld verbunden war. Zwischen dem 19. Dezember 1559 und dem 24. Februar 1560 erhielt Rütger von ihm den Titel und die Befugnisse des kurkölnischen Marschalls. Als Gebhard 1562 aus gesundheitlichen Gründen nicht mehr persönlich an der Wahl Maximilians II. zum römisch-deutschen Königs teilnehmen konnte, ernannte der Kurfürst den Horster zu einem von zwölf Repräsentanten des Domkapitels und seines Hofstaates, um ihn bei der Wahl in Frankfurt zu vertreten.
Auch Erzbischof Salentin von Isenburg nahm die Dienste seines Marschalls gerne in Anspruch. So war Rütger ihm durch diplomatische Unterstützung dabei behilflich, das seit 1476 an die Grafen von Schaumburg verpfändete Vest Recklinghausen in kurkölnischen Besitz zurückzuführen. Die Mithilfe wurde am 15. April 1576 mit der vestischen Statthalterwürde belohnt.
Rütger von der Horst sympathisierte wie der überwiegende Teil seiner vestischen Standesgenossen mit der Reformation und ließ sich in seiner Schlosskapelle den Laienkelch reichen, ohne aber öffentliches Aufhebens davon zu machen. Er starb am 10. März 1582 im Alter von 62 Jahren vielleicht in der Residenz der Paderborner Bischöfe, Schloss Neuhaus. Beigesetzt wurde er in der Kapelle seines Schlosses Horst. Weil sein einziger leiblicher Sohn Johann schon im Sommer des Jahres 1570 verstorben war, trat Rütgers Schwiegersohn Bertram von Loë, der 1575 Johanns Schwester Margarethe geheiratet hatte, das Erbe an.